# Hypoleria chrysodonia
Hypoleria chrysodonia är en fjärilsart som beskrevs av Bates 1862. Hypoleria chrysodonia ingår i släktet Hypoleria och familjen praktfjärilar. Inga underarter finns listade i Catalogue of Life.